# Barathon
 (mai 2019).
Si vous disposez d'ouvrages ou d'articles de référence ou si vous connaissez des sites web de qualité traitant du thème abordé ici, merci de compléter l'article en donnant les références utiles à sa vérifiabilité et en les liant à la section « Notes et références ».
Le barathon, ou tournée des grands duc, est une tournée des bars d'une même rue, d'un même quartier ou bien d'une ville, au cours de laquelle on boit un verre d'alcool (le plus souvent une bière, mais parfois un gin, du whisky, un cocktail, etc.) dans chacun d'eux. Pendant ces soirées, on bénéficie généralement de shots gratuits ainsi que de réductions sur des sélections d'alcool ; de plus, lors de la plupart des barathons organisés, il est possible de participer à des jeux à boire. Le but du barathon étant de rencontrer des personnes tout en passant une bonne soirée.
L'expression populaire tient directement son nom de la célèbre course à pied de 42 km, le marathon.
Le barathon (pub crawl en anglais, de to crawl, ramper — l'expression anglaise est utilisée depuis le XIXe siècle d'après le Oxford English Dictionary —, mais l'expression barathon est également utilisée au Québec).
On peut participer à un barathon seul ou avec des amis, le but étant de passer une bonne soirée dans une ambiance cosmopolite. Notons également l'existence de nombreux barathons organisés chaque année en circuits à travers la ville et ouverts à tous (surtout au Royaume-Uni), le plus souvent le jour de la Saint-Patrick (St. Patrick's Day en anglais) ou encore à l'occasion de la Fête de la bière (appelée Oktoberfest du fait de la période durant laquelle celle-ci a lieu) de Munich.
Le barathon peut également avoir une tout autre définition. En effet, dans certaines villes, les barathons sont des séries de concerts se déroulant dans des bars à heures décalées, de sorte à proposer un circuit musical. Le but de ces soirées n'est alors plus spécialement de boire, mais d'assister à plusieurs concerts lors d'une même soirée.